# One Sunday Afternoon
One Sunday Afternoon (en España: La mujer preferida) es una película estadounidense de 1933, del género comedia romántica, dirigida por Stephen Roberts y protagonizada por Gary Cooper y Fay Wray. La película está basada en una obra de Broadway escrita por James Hagan en 1933.

## Sinopsis
Dos amigos (Hugo y Biff) se sienten atraídos por la misma joven, la guapa Virginia. Cuando Hugo se casa con ella, Biff hará lo propio con Amy, pero nunca podrá dejar de pensar que Virginia siempre será la mujer de su vida.

## Reparto
- Gary Cooper - Dr. Lucius Griffith «Biff» Grimes
- Fay Wray - Virginia «Virgie» Brush Barnstead
- Frances Fuller - Amy Lind Grimes
- Roscoe Karns - Snappy Downer
- Neil Hamilton - Hugo Barnstead
- Jane Darwell - Mrs. Lind, madre de Amy
- Clara Blandick - Mrs. Brush, madre de Virginia